# Civilmente obbligato per la pena pecuniaria
Il civilmente obbligato per la pena pecuniaria è un soggetto del processo penale. È presente nei soli casi previsti dalla legge e può essere chiamato a rispondere della pena pecuniaria al posto dell’imputato, se questi è insolvibile. 

## Il rapporto con l’imputato
Per assumere nel processo la qualifica di civilmente obbligato, è necessario che un soggetto sia legato all’imputato da un particolare rapporto giuridico, riconducibile alle fattispecie previste dagli articoli 196 e 197 del codice penale:
- l’art. 196 cp individua come civilmente obbligato colui che esercita sull’autore del reato un ruolo di autorità, direzione o vigilanza ed è preposto a far rispettare le norme violate;
- l’art. 197 cp riguarda invece gli enti dotati di personalità giuridica (esclusi lo Stato, le regioni, le provincie e i comuni), i quali diventeranno civilmente obbligati nei confronti dei loro rappresentanti, amministratori e dipendenti, se questi commettono reati a vantaggio dell’ente stesso.

Queste norme ricomprendono un gran numero di situazioni concrete, alcune delle quali particolarmente comuni, come ad esempio il rapporto genitore-figlio, alunno-insegnate o datore di lavoro-dipendente.
Nelle varie leggi speciali esistono poi altre fattispecie, dedicate a soggetti e circostanze più specifiche:
- nel D.Lgs. 26 ottobre 1995, n. 504 “Testo unico delle imposte sulla produzione e sui consumi”:  ai sensi dell’art. 51, per le fattispecie penali previste al Capo IV dello stesso testo normativo, l’esercente o il vettore sono civilmente obbligati verso i loro dipendenti insolvibili. La norma esclude dalla sua applicazione le Amministrazioni dello Stato;

- nel D.P.R. 23 gennaio 1973, n. 43 “Testo Unico delle disposizioni legislative in materia doganale”:  ai sensi dell’art. 329, quando il delitto di contrabbando viene commesso in determinati luoghi quali stazioni, stabilimenti industriali, esercizi pubblici o veicoli di ogni genere diviene civilmente obbligato colui che esercita l’autorità in tali luoghi (es. comandante, capotreno, il responsabile o l’ente stesso), se l’autore del reato è insolvibile. L’obbligo viene escluso quando il condannato è un dipendente statale o un semplice viaggiatore;

- nella disciplina della pesca marittima, per cui l'armatore e l'imprenditore sono solidamente e civilmente responsabili per le multe e le ammende inflitte ai loro ausiliari e dipendenti per reati commessi nell'esercizio della pesca.

## La condanna del civilmente obbligato
Ai sensi dell’art. 534 cpp, la sentenza che condanna l’imputato ad una pena pecuniaria deve contemplare anche la condanna del civilmente obbligato. Tuttavia, è la norma stessa a stabilire che si tratta di condanna condizionale: il civilmente obbligato risponderà nel solo caso in cui, al momento di esecuzione della pena, l’autore del reato risulti essere insolvibile. 
Il pagamento della sanzione da parte del civilmente obbligato evita all’autore del reato la normale conseguenza della sua insolvibilità, cioè la conversione della pena in libertà controllata o lavoro sostitutivo. 
La responsabilità del civilmente obbligato copre unicamente la pena pecuniaria, da non confondere con le spese processuali sostenute dall’imputato.

## Natura giuridica
La responsabilità del civilmente obbligato prescinde dall’accertamento di un elemento doloso o colposo in relazione al reato, essendo sufficiente dimostrare il legame oggettivo con l’imputato. Di conseguenza, un inquadramento penale di tale responsabilità andrebbe a contrastare nettamente con il principio costituzionale di colpevolezza.
È la stessa nomenclatura di “civilmente obbligato” a richiamare il concetto di obbligazione, proprio del diritto civile, a conferma ulteriore di come questo soggetto possa rispondere unicamente sul piano civilistico.

## Disciplina processuale
Il civilmente obbligato è una parte eventuale del processo, la cui presenza dipende unicamente dal fatto che il pubblico ministero o l’imputato ne abbiano richiesto la citazione per l’udienza preliminare o per il giudizio (art. 89 cpp). Non può intervenire spontaneamente, non avendo alcun interesse a farlo.
Si applicano le norme dedicate alla citazione e alla costituzione del responsabile civile, in quanto compatibili. In ragione della sua funzione, il civilmente obbligato non viene estromesso qualora l’imputato scelga il rito abbreviato.

## Riferimenti normativi
- Costituzione della Repubblica Italiana
- Codice penale (Libro I, Titolo VII)
- Codice di procedura penale (Libro I, Titolo V), (Libro VII, Titolo III)
- D.Lgs. 26 ottobre 1995, n. 504 “Testo unico delle imposte sulla produzione e sui consumi”
- D.P.R. 23 gennaio 1973, n. 43 “Testo Unico delle disposizioni legislative in materia doganale”